# Saint-Rémy-de-Blot

Saint-Rémy-de-Blot este o comună în departamentul Puy-de-Dôme, Franța. În 1 ianuarie 2022 avea o populație de 247 de locuitori.